# Королевство Алгарве

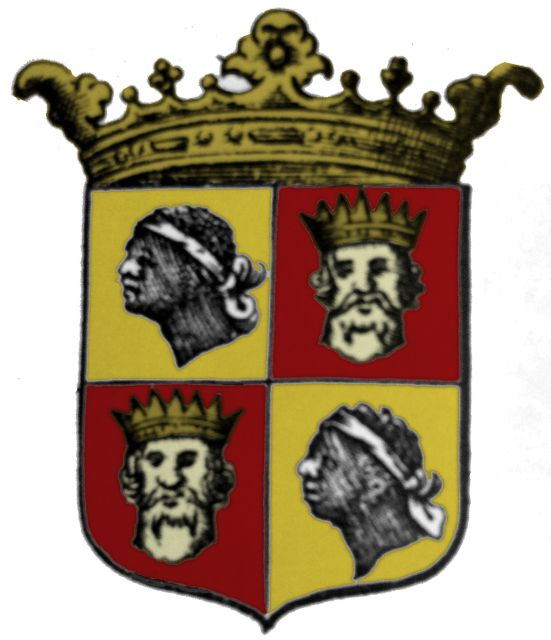
Герб королевства Алгарве 1666 года.

Королевство Алгарве (порт. Reino do Algarve, от арабского «Аль-Гарб аль-Андалуз») — номинальное королевство в унии с Португалией, существовавшее с 1242 до 1910 года.
Королевство иногда рассматривалось как «вторая монархия» португальской короны и отдельное от Португалии королевство, но в действительности не имело автономии и даже каких-либо полноценных государственных учреждений. На деле Алгарве являлась, по сути, обычной португальской провинцией с необычным титулом, обусловенным её историей.
Титул «король Силвиша» впервые использовал португальский монарх Саншу I после завоевания этого города в 1189 году. Поскольку это завоевание не означало захвата всей области Алгарве, титул «король Португалии и Алгарве» им не использовался, а появился при правлении его внука, Афонсу III как один из «титулов и почестей португальской короны».

## История

### Первое завоевание

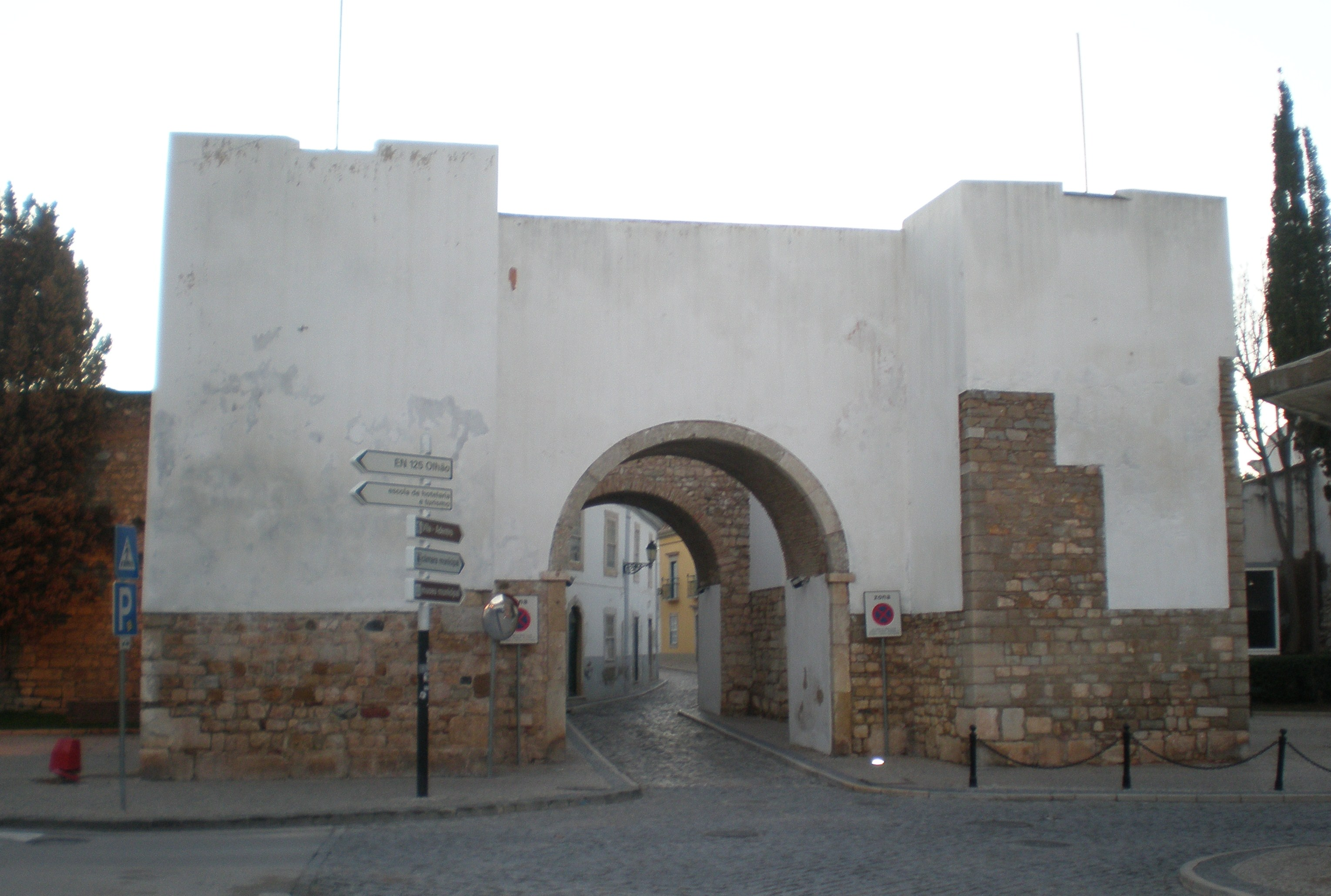
Арка отдыха в Фару, где Афонсу III отдыхал после «завершения Реконкисты».

Город Силвиш был завоёван португальским монархом Саншу I в 1189 году. Португальский контроль над городом был кратковременным, мусульмане вновь завоевали его в 1191 году.

### Реконкиста
В период Реконкисты португальцы и кастильцы завоёвывали южные земли Пиренейского полуострова, контролируемые мусульманами, заявляя о своих претензиях на эти территории. В период правления короля Саншу II Португальского Португалия завоевала и закрепила за собой большую часть своих нынешних южных территорий.
Король Ньеблы и эмир Алгарве пытались противостоять наступлению португальцев на их территории, став вассалами Альфонсо X Кастильского (который благодаря этим вассалам стал именовать себя королём Алгарве). Через своих вассалов Альфонсо X господствовал над Алгарве, ещё не завоёванной португальцами. Объявление Афонсу III Португальского себя королём Португалии и Алгарве было реакцией на претензии Альфонсо X Кастильского на Алгарве и было предпринято с целью продемонстрировать права португальского монарха на соответствующий регион.
Данный спор между правителями Кастилии и Португалии был урегулирован путём заключения договора в Бадахосе (1267), согласно которому король Альфонсо X отказался от своих претензий на Алгарве, что сделало его внука, Диниша I, наследником престола Алгарве, а термин «король Алгарве» был включён в титулы португальской короны. Договор, однако, разрешал использование титула короля Алгарве для короля Альфонсо X и его потомков, так как король Альфонсо X получал территории Аль-Гарб аль-Андалус на другой стороне реки Гвадиана. Короли Кастилии (а затем Испании) добавляли этот титул в список своих регалий до восхождения на престол королевы Изабеллы II.

## Эпоха Великих географических открытий

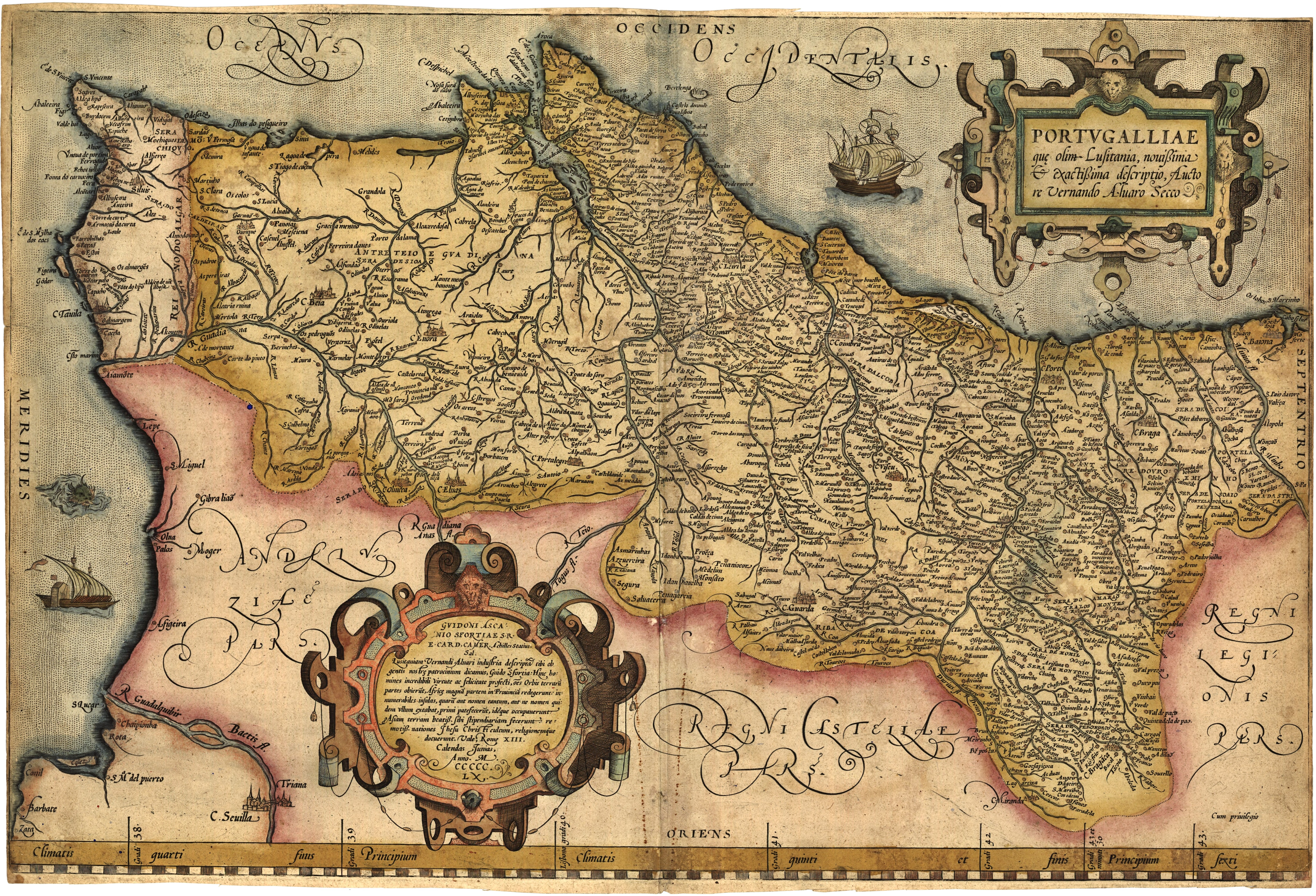
Карта 1561 года, показывающая формальную границу между королевством Португалия и королевством Алгарве.

В период эпохи Открытий королевство Алгарве было местом отправки многих экспедиций, в основном финансировавшихся Генрихом Мореплавателем. Генрих также основал свою знаменитую навигацкую школу в Сагреше, хотя настоящая история зданий школы и кампуса является предметом споров до сих пор. Большинство экспедиций отправлялись из города Лагуш.

### "Алгарве по обе стороны от моря в Африке"
Название королевства Алгарве было незначительно изменено в связи с португальскими завоеваниями в Северной Африке, которые привели к формальному расширению королевства. Король Жуан I добавил к титулу короля Португалии и Алгарве титул лорда Сеуты, а его внук Афонсу V, в свою очередь, называл себя лордом Сеуты и Алькасер-Секера в Африке (после 1458 года). Завоевание в 1471 году городов Асила, Танжер и Лараш в дополнение к ранее завоёванным в Северной Африке территориям привело к появлению названия «Алгарве по обе стороны от моря в Африке» вместо прежнего «Алгарве».
Таким образом, в 1471 году королевство Алгарве стало именоваться королевством Алгарвес (во множественном числе) в связи с увеличением португальских владений в Северной Африке, которые были объявлены владениями королевства Алгарве. Португальские монархи приняли этот титул и использовали его до падения монархии в 1910 году: «король Португалии и Алгарве по обе стороны от моря в Африке». Титул по-прежнему использовался даже после потери португальцами их последнего североафриканского владения, Мазагана, в 1769 году.

## Столкновения XIX века

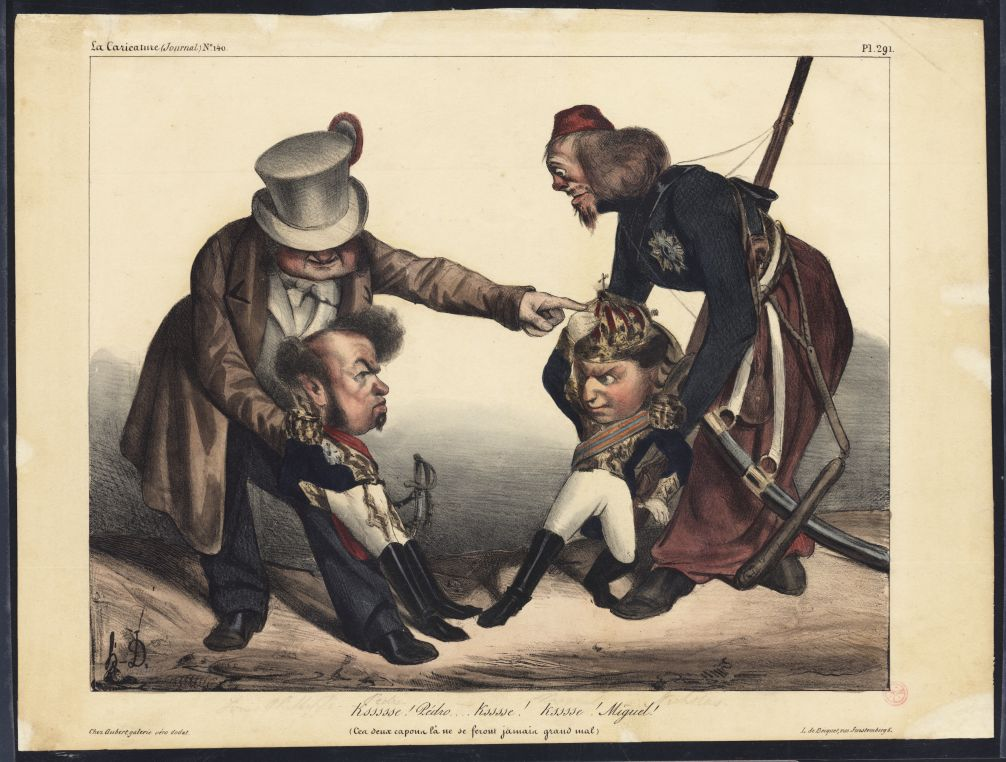
Карикатура XIX века, показывающая столкновения между Мигелом I и Педру IV, которые вызвали хаос в Алгарве.

В XIX веке серьёзные столкновения между либералами и мигелистами вызвали массовое бегство людей из внутренний территорий Алгарве в прибрежные города. Жозе Жоаким Соуза Реис, известный как Ремехидо, вёл боевые действия на внутренних территориях и атаковал прибрежные города, в результате чего многие поселения оказались в состоянии анархии. Суматоха в Алгарве усилилась в период с 1834 по 1838 год, когда на территории Алгарве шли невиданные по масштабам ранее бои. 26 ноября 1836 года король Мигел I назначил Ремехидо губернатором королевства Алгарве и дал титул «главнокомандующего всеми войсками роялистов, регулярными и иррегулярными войсками и всеми операциями на юге страны». Ремехидо, однако, был застрелен в Фару 2 августа 1838 года.